# University of California, San Diego

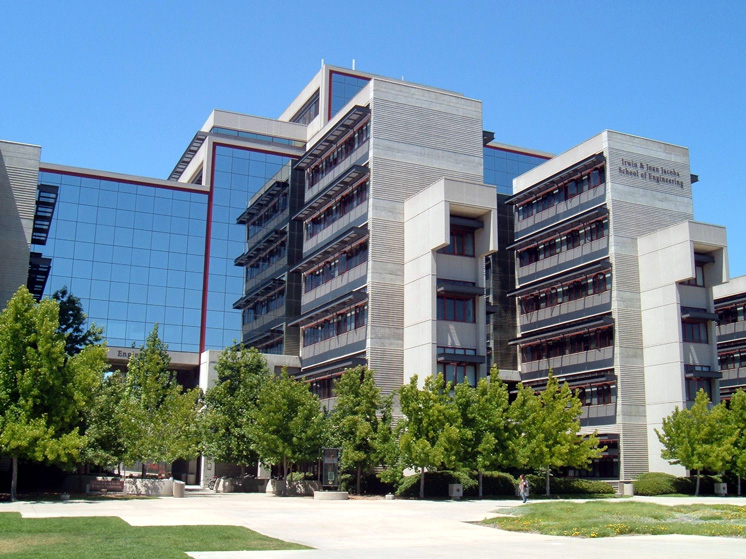
Jacobs School of Engineering.

University of California, San Diego (även UCSD eller UC San Diego) är ett offentligt forskningsuniversitet i San Diego i Kalifornien. Skolans nästan 2000 tunnland stora campus innehåller 694 byggnader och är beläget i staden La Jolla. UC San Diego är ett av tio universitet inom University of California-systemet och grundades 1960 i närheten av redan existerande Scripps Institution of Oceanography. UCSD är känt för sitt bibliotek, Geisel Library.
Lärosätet rankades på 30:e plats i världen i Times Higher Educations ranking av världens främsta lärosäten 2019.